# Obzidje Seula
Obzidje Seula (korejsko 서울 성곽) ali Hanjang Dosong (korejsko 한양도성) je obrambni zid, ki ga je prvi zgradil kralj Tedžo iz dinastije Čoson za obrambo središča mesta Hansongbu (korejsko 한성부), glavnega mesta dinastije Čoson. Leta 1963 je bilo razglašeno za zgodovinsko območje Južne Koreje in je trenutno turistična atrakcija v središču Seula.

## Zgodovina
Gradnja seulskega mestnega obzidja se je začela leta 1395, pomemben del celotnega mestnega obzidja pa je bil dokončan leta 1396, vključno z osmimi vrati.:107–111 Čeprav je bilo mestno obzidje neprekinjeno utrjeno skozi skoraj celotno zgodovino dinastije Čoson, lahko njegovo zgodovino utrjevanja razdelimo na tri glavna obdobja v 14., 15. in 18. stoletju.:79–80
V zgodnjem obdobju Čoson je bila ena glavnih funkcij mestnega obzidja upravna razmejitev med središčem glavnega mesta, imenovanim Song-džung (성중; 城中) ali Dosong-an (도성 안; dobesedno znotraj trdnjave), in obrobnimi mestnimi območji, imenovanimi Songdžosimni (성저십리; 城底十里; dobesedno 10) (okoli trdnjave).:90–100 Potem ko so Čosoni v 1590-ih utrpeli japonsko invazijo Tojotomija Hidejošija in skoraj 40 let pozneje še eno invazijo cesarstva Čing, je bilo mestno obzidje v poznem obdobju Čoson prenovljeno, da bi okrepili vojaške funkcije.:19–20
Med kolonialno dobo pod Japonskim imperijem je japonska kolonialna vlada porušila pomembne dele mestnega obzidja in njegovih vrat, da bi posodobila mestno podobo Seula. Ena od pomembnih rušenj so zahodna vrata mestnega obzidja, Seodaemun. Vendar pa se je kljub temu obdobju ostre modernizacije velik del mestnega obzidja ohranil do danes v okrožjih Džongno in Džung v Seulu, zdaj pa je ohranjen kot zgodovinsko najdišče Južne Koreje. Mestno obzidje je znana turistična atrakcija in še vedno deluje kot kulturna meja, ki ločuje prvotno mestno središče Seula od drugih delov mesta.

## Značilnosti
Prvotno obzidje, zgrajeno konec 14. stoletja, je bilo zgrajeno iz srednje velikih okroglih kamnov, ki jih je držalo blato. Med vladavino kralja Sedžonga Velikega sredi 15. stoletja so bila na obzidju izvedena obsežna obnovitvena dela, vključno z zamenjavo delov zemeljskega obzidja s pravokotnimi kamnitimi deli. Kralj Sukdžong Čoson je leta 1704 med obsežno obnovo obnovil dele obzidja z uporabo velikih, enotnih kamnitih plošč, ki označujejo zadnjo in edinstveno značilnost Hanjangdosonga.
Vzhodni del Seula je bil na nižjem terenu kot drugi deli in je bil bolj dovzeten za zunanje napade. Zato je bila na zunanjo stran vrat dodana razgledna točka, da bi okrepili njihovo obrambo. Del obzidja v odseku med Dongdaemunom in Gvanghuimunom je bil v ta namen podaljšan navzven v pravokotni obliki. Svetilniški nasipi, še en del obrambnega sistema, so bili prvič postavljeni leta 1394 in so delovali do leta 1894. Signale, poslane po vsej državi z enega nasipa na drugega, podnevi z dimom in ponoči z ognjem, je sprejemal svetilnik na vrhu Namsana in jih prenašal v kraljevo palačo. En prižgan svetilnik je označeval normalno stanje, dva pojav sovražnika, trije, če se je sovražnik približeval meji, štirje, če je sovražnik prestopil mejo, in pet, če se je na meji začela bitka.

### Vrata
Konec 14. stoletja so okoli Seula zgradili štiri glavna in štiri pomožna vrata. Štiri glavna vrata so bila Dongdaemun (vzhodna vrata), Seodaemun (zahodna vrata), Namdaemun (južna vrata) in Sukdžongmun (severna vrata). Štiri pomožna vrata so bila postavljena na območjih med štirimi glavnimi vrati: Souimun (na jugozahodu), Čanguimun (na severozahodu), Hjehvamun (na severovzhodu) in Gvanghuimun (na jugovzhodu).
Trenutno so naslednja vrata ohranjena v prvotni obliki ali pa so bila obnovljena: Sungnjemun (južna vrata) in Dongdaemun (vzhodna vrata) sta označena kot nacionalni zaklad št. 1 oziroma zaklad št. 1.

## Trenutno stanje
Hanjangdosong, dokončan v 30 letih, je bil zaradi urbanističnih pobud in uvedbe tramvajskih prog na mnogih delih porušen. Vendar pa so pomembni deli obzidja še vedno ohranjeni. Najbolje ohranjena in znan del je Zid gore Bukaksan, 2,3 km dolga pot, ki seka Sukdžongmun do Čanguimuna. Prej zaprt za javnost, potem ko je bil zaradi bližine Čongvadae označen kot vojaški rezervat, je bil za javnost odprt leta 2006. Z zelo malo spremembami ali umetnimi strukturami, ki obdajajo območje skozi leta, je naravno okolje ostalo relativno nedotaknjeno.

## Ogled poti
Mesto Seul upravlja ogled poti Hanjangdosong, ki poteka vzdolž obzidja in je razdeljena na šest delov:
- Gorska pot Baegak
- Gorska pot Naksan
- Pot vrat Heungindžimun
- Gorska pot Namsan (Mongmjoksan)
- Pot vrat Sungnjemun
- Gorska pot Invangsan

## Galerija
- Pogled na središče Seula in severni seulski stolp za seulskim mestnim obzidjem
- Nočni pogled z gore Naksan
- Zasnežen pogled na seulsko trdnjavsko obzidje
- Vrata Sungnjemun, Seul
- Hanjangdosong, ki prikazuje obnovitvena prizadevanja seulske vlade
- Hanjangdosong v parku seulskega mestnega obzidja in parku Naksan, Seul